# Pteromalus hunteri
Pteromalus hunteri is een vliesvleugelig insect uit de familie Pteromalidae. De wetenschappelijke naam is voor het eerst geldig gepubliceerd in 1908 door Crawford.